# Noche de duendes
Noche de duendes (traducibile in italiano come: Notte di spiriti) è la versione spagnola del 1930 di due cortometraggi di Stan Laurel e Oliver Hardy (Stanlio e Ollio): Concerto di violoncello (1929) e I vagabondi (1930), diretto da James Parrott. Il film vede legati tra loro i due cortometraggi, con dialoghi cambiati, come se fosse un unico mediometraggio.

## Trama
(Tagline iniziale dopo i titoli di apertura)
Laurel e Hardy (Stanlio e Ollio) sono in un molo a pescare, più poveri che mai. Per sbaglio un giornale finisce in faccia ad Ollio, che legge un articolo di necrologio: un ricco uomo di nome Belisario Laurel, zio di Stanlio, è morto assassinato. Ollio, pensando ad una cospicua eredità, esorta Stanlio a mettersi in cerca della villa dello zio per ritirare la sua parte. I due partono con un treno, e ne combinano di tutti i colori, scambiando le cuccette-letto e pasticciando mentre si svestono. Finalmente il treno arriva a destinazione in piena notte, e Stanlio e Ollio si rendono conto che non sono gli unici parenti ad aspettare la lettura del testamento. Ce ne sono molti altri, giunti grazie all'annuncio sul giornale. C'è anche una pattuglia di polizia, che sta indagando sull'omicidio. Stanlio e Ollio, vedendo la difficile situazione, cercando di andarsene, ma il capo della polizia li ferma, costringendoli a rimanere, perché si sospetta che tra i parenti del morto ci sia l'assassino. In realtà l'assassino è un uomo che si finge essere la vedova del defunto Belisario Laurel, che ha ingannato tutti facendoli entrare in quella casa, intendendo compiere una mattanza.

## Differenze
La differenza principale del film sta nella scena in cui Stanlio e Ollio sono sul treno. Nel cortometraggio originale Berth Marks, i due prendono il treno per andare a suonare ad un concerto, provvisti di spartito e violoncello. In questa scena della versione spagnola, Stanlio e Ollio hanno solo una semplice valigia, e dicono al controllore che devono andare alla villa dello zio Laurel. La scena del treno s'interpone tra l'inizio di The Laurel-Hardy Murder Case e la ripresa originale di tale cortometraggio nella villa Laurel, durante la notte di tempesta.